# Tot per la Grace
Tot per la Grace o Tot per Grace (originalment en anglès, Running for Grace) és una pel·lícula romàntica estatunidenca del 2018 dirigida per David L. Cunningham basada en el guió original de Christian Parkes. La pel·lícula és protagonitzada per Matt Dillon, Jim Caviezel i Ryan Potter. La pel·lícula es va estrenar el 17 d'agost de 2018 als Estats Units. La versió doblada al català occidental es va emetre per primer cop el 3 d'abril de 2021 a TV3 amb el títol de Tot per la Grace. També s'ha editat una versió en valencià per À Punt amb el nom de Tot per Grace.
La pel·lícula es va rodar a Hawaii i als estudis Honua de Kailua. Originalment es coneixia en anglès com a Jo, the Medicine Runner.

## Sinopsi
A Hawaii, a principis del segle xx, un metge acabat d'arribar a un poble de recol·lectors de cafè troba un nen orfe, en Jo, i decideix acollir-lo i ensenyar-li l'ofici de metge. Des de ben petit, en Jo corre per la muntanya repartint medicaments als treballadors de les plantacions. Anys després, en Jo va amb el doctor a casa del senyor Danielson, l'amo de la plantació, per atendre la seva filla, la Grace, de qui s'enamora. El pare, però, farà tots els possibles per impedir la relació i portarà al poble un altre metge de la capital, el doctor Reyes, amb qui intentarà casar la noia. En Jo haurà de lluitar contra l'estigma de ser considerat mestís per perseguir un amor impossible.

## Repartiment
- Matt Dillon com a "Doc"
- Jim Caviezel com el Doctor Reyes
- Ryan Potter com a Jo
- Olivia Ritchie com a Grace Danielson
- Nick Boraine com el Sr. Danielson
- Rumi Oyama com a la senyora Hanabusa
- Juliet Mills com l'àvia de la Grace
- Stelio Savante com a alcalde[7]
- Cole Takiue com a Jo de jove

## Publicació
La pel·lícula es va estrenar per primera vegada a tres sales de cinema a Hawaii el 20 de juliol de 2018, mentre que als Estats Units continental ho va fer el 17 d'agost.

## Premis i reconeixements
El guió original de Jo, the Medicine Runner de Christian Parkes va ser semifinalista de la beca Nicholl de 2003.